# Spelungula cavernicola
Spelungula cavernicola е вид паяк от семейство Gradungulidae.

## Разпространение
Този вид е разпространен в Нова Зеландия.